# Marinha Austro-Húngara
A Marinha Austro-Húngara (em alemão: Kaiserliche und Königliche Kriegsmarine; em húngaro: Császári és Királyi Haditengerészet; lit. "Marinha Imperial e Real de Guerra") era a força naval da Áustria-Hungria.
Esta marinha existiu sob este nome após o compromisso austro-húngaro de 1867 e continuou em serviço até o final da Primeira Guerra Mundial, em 1918. Antes de 1867, as forças navais do império eram as do Império Austríaco. Em 1915, um total de 33 735 funcionários navais estavam servindo na Marinha Imperial.
Após a Primeira Guerra Mundial, tanto a Áustria quanto a Hungria foram privadas de suas costas e sua marinha foi confiscada pelas Potências Aliadas vitoriosas. Seus antigos portos no Mar Adriático, como Trieste, Pula, Fiume e Ragusa, tornaram-se partes da Itália e da Iugoslávia. (Após a dissolução da Iugoslávia, a sua antiga costa é dividida entre a Eslovênia, Croácia, Bósnia e Montenegro).